# Lovol
Foton Lovol Heavy Industry Ltd est un très important groupe industriel chinois, le plus important producteur de machines agricoles du pays mais aussi constructeur de matériels de travaux publics. 
Créé en 1998, l'entreprise s'est développée de façon spectaculaire pour devenir un des leaders mondiaux dans les domaines des tracteurs agricoles, des engins de travaux publics et véhicules légers spéciaux. Fort d'un chiffre d'affaires estimé à 2,95 milliards d'€uros en 2015, il emploie environ 15 000 salariés directs.
C'est aujourd'hui le premier producteur de machines agricoles du pays avec 100 000 tracteurs, 50 000 moissonneuses-batteuses et 120 000 moteurs.

## Histoire
Les tracteurs agricoles Foton Lovol sont produits par la société chinoise Shandong Foton Heavy Industries Co., Ltd., société d'Etat fondée en 1984 par le gouvernement chinois est basée à Weifong. La société fabrique des tracteurs diesel de technologie très simple sans électronique, de petite et moyenne puissance, comprenant des tracteurs horticoles de 13 à 23 kW et des tracteurs agricoles de 39 à 82 kW.
Les tracteurs chinois "Photon Lovol" sont vendus en Allemagne sous le nom "Terra Trac" dans une livrée rouge et aux Pays-Bas, depuis 2005, "Eurotrac" dans une livrée gris argent. Avec un prix d'environ 20 000 € pour un tracteur de 60 kW, le "Foton" est le tracteur le moins cher au monde dans son segment. En termes de technologie, le tracteur est similaire à un tracteur de la fin des années 1970. La technologie à bord est entièrement mécanique, ce qui rend ces tracteurs peu coûteux et faciles à entretenir.
Le constructeur utilise beaucoup de pièces occidentales. Par exemple, les ponts avant sont fournis par l'usine locale du constructeur italien Carraro et plusieurs moteurs de la gamme sont des Perkins à 4 cylindres construits sous licence en Chine, conformes à la  norme européenne Tier II. Ces moteurs, avec une consommation spécifique de 350 grammes par kWh, ne sont pas très économes. 
En 2004, la gamme "Photon" a suscité une forte polémique en Europe. Les modèles semblaient être des copies directes des modèles New Holland (entreprise). Le capot et la cabine du Foton étaient identiques. Le groupe italien CNH Industrial a imposé au fabricant chinois de modifier ses modèles.

## La division machines agricoles
La société "Weifang Harvesting Machinery Factory" de "Beiqi Foton Motor Co., Ltd." a été créée le 28 août 1998. La première moissonneuse-batteuse a été présentée en octobre 1998. Depuis sa création, la société a connu une forte croissance pour devenir le premier fabricant chinois de tracteurs agricoles.

### Implantation à l'étranger
Lors de la conférence commerciale tenue à la fin de 2014, Lovol International Heavy Industry Co. Ltd, (LOVOL) a annoncé avoir racheté le constructeur de matériel agricole haut de gamme italien Arbos. Quelques mois plus tard, il a également repris la société italienne MaterMacc, très connue en Europe pour ses semoirs de précision.
Presque un an plus tard, le 15 septembre 2015, LOVOL annonce la création de sa première filiale de production à l'étranger LOVOL ARBOS Group SpA à Bologne, en Italie. Cette nouvelle société intègre le centre technique R&D d’Arbos et les usines Arbos et MaterMacc, afin de constituer une base indépendante européenne de conception et production avec une gamme complète de matériels et équipements agricoles haut de gamme.
Le 19 mai 2016, Lovol Arbos Group SpA rachète la société Goldoni S.p.A., célèbre constructeur de tracteurs agricoles spéciaux créé en 1926.
En 2019, le groupe chinois WEICHAI (https://en.weichai.com/) rachète 20% de la société LOVOL industrie lourde.
En 2021, le groupe WEICHAI rachète 100% de LOVOL et met fin aux accords avec ARBOS et Goldoni. 
En France, les tracteurs Lovol homologués CE et stage V, ont été importés et distribués par la Société Eurotek Distribution jusqu'en 2024, date à laquelle la marque LOVOL a repris en main la construction de son réseau de distribution.

## Les différents secteurs d'activité

### Matériel agricole
- tracteurs à roues d'une puissance de 20 à 185 ch,
- moissonneuse-batteuses
- équipements et accessoires pour le travail agricole

### Matériel de travaux publics
- chargeuses sur pneus,
- niveleuses,
- pelles sur chenilles,
- tractopelles,
- bulldozers,
- chariots élévateurs,
- compacteurs à déchets,

### Véhicules
- triporteurs essence, diesel et électriques,
- automobile électrique, taxi citadins,
- véhicules spéciaux : minibus non fermé électrique,
- scooters et motos électriques.

### Moteurs
En 1997, un accord de coopération entre la Chine et la Grande-Bretagne a permis la création d'une JV nommée Perkins Engines Tianjin Co. Ltd pour la production locale des séries de moteurs Phaser et 1000.
La société a été intégrée dans le groupe Foton en 2008 et la raison sociale est devenue Lovol Tianjin Engines Co. Ltd. En 2010, une nouvelle gamme de moteurs a été lancée, les séries D et 1100.
- moteurs diesel et gaz d'une puissance de 50 à 140 ch DIN pour machines à poste fixe ou équipements mobiles. Les moteurs sont conformes aux normes Euro 5 pour les véhicules roulants et Stage 3 pour les matériels agricoles et travaux publics.